# Torre solar de convección

Esquema de una torre solar que funciona con aire convectivo.

Una torre solar de convección, también llamada central solar aerotérmica, es una construcción que permite generar electricidad a partir de energía solar, aprovechando el efecto invernadero y el efecto chimenea. El principio de funcionamiento de las torres solares se basa en la circulación del aire caliente que se calienta por efecto invernadero, que asciende por el interior de la torre debido a su menor densidad en comparación con el aire atmosférico. El aire caliente impulsa unas aeroturbinas en su movimiento de ascenso, que pueden estar acopladas a generadores eléctricos.
A diferencia de las centrales termoeléctricas solares de torre, en las que se genera electricidad mediante la expansión de un fluido (normalmente vapor de agua) a través de una turbina de vapor, en las torres solares de convección se utilizan aeroturbinas accionadas por el mecanismo de convección natural del aire.

## Funcionamiento
En su forma más sencilla, consiste en una chimenea pintada de negro. Durante el día, la energía solar calienta la chimenea, que a su vez calienta el aire que hay dentro de ella, creando una corriente de aire ascendente dentro de la chimenea (o torre). La succión que ésta crea en la base de la torre se puede utilizar para ventilar y enfriar el edificio subyacente. En la mayor parte del mundo, es más fácil aprovechar la energía del viento para producir una ventilación de este tipo, pero en días cálidos y sin viento la chimenea podría proporcionar ventilación cuando no sería posible producirla de otra forma.
Este principio se ha propuesto para la generación de la energía eléctrica, usando un gran invernadero en la parte de abajo más que utilizando la calefacción de la chimenea solamente.
El principal problema de esta propuesta es la diferencia relativamente pequeña entre la temperatura más alta y más baja del sistema. El teorema de Carnot restringe enormemente la eficacia de la conversión en estas circunstancias.
Para que sea económicamente rentable construirla debe medir más de 1000 metros de alto.

## Diseño de la planta de energía

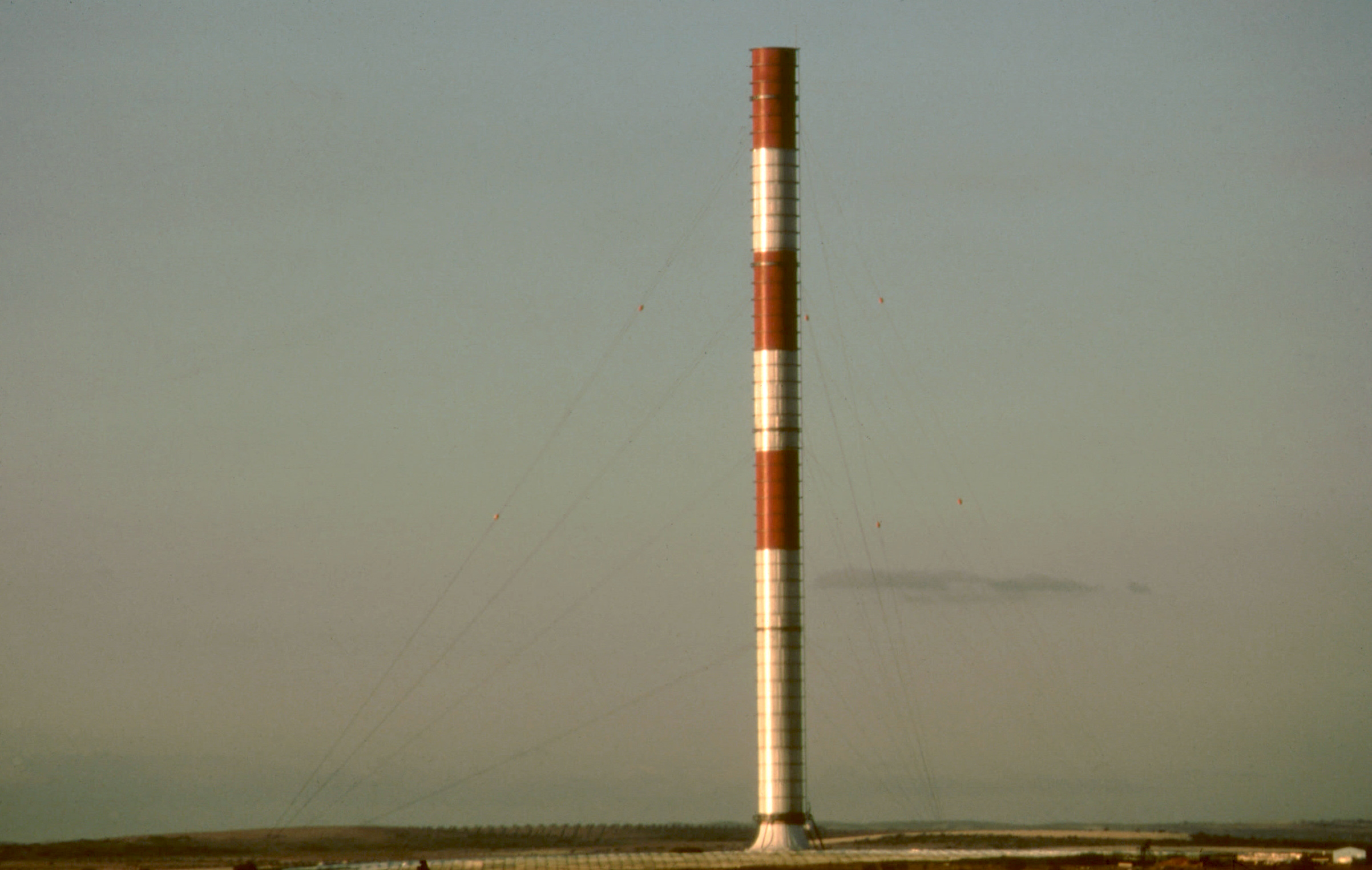
Planta de Manzanares vista a 8 km de distancia

### Historia
En 1903, el coronel español Isidoro Cabanyes diseñó la primera torre solar en la publicación La energía eléctrica Archivado el 17 de abril de 2006 en Wayback Machine.. Uno de los primeros diseños de una central eléctrica basada en la torre solar fue creado en 1931 por un autor alemán, Hanns Günther. A principios de 1975, Roberto E. Lucier solicitó las patentes de la torre solar; entre 1978 y 1981 estas patentes, fueron concedidas en los Estados Unidos (enlace roto disponible en Internet Archive; véase el historial, la primera versión y la última)., Canadá Archivado el 2 de noviembre de 2007 en Wayback Machine., Australia Archivado el 30 de agosto de 2003 en Wayback Machine. e Israel Archivado el 30 de agosto de 2003 en Wayback Machine..
Más recientemente con Schlaich, Bergerman & Partner, bajo la dirección del Prof. Ing. Dr. alemán Jörg Schlaich, se construyó un modelo de trabajo a pequeña escala de una torre solar en 1982 en Manzanares (España), a 150 kilómetros de sur de Madrid a 39°02′34.45″N 3°15′12.21″O / 39.0429028, -3.2533917, que fue financiada completamente por el gobierno alemán. Esta central eléctrica funcionó satisfactoriamente durante aproximadamente 8 años y fue derribada por una tormenta en 1989. La torre tenía un diámetro de 10 metros y una altura de 195 metros, con un área de la colección (invernadero) de 46.000 m² que conseguía una producción máxima de energía de cerca de 50 kW.

### Características
Durante la operación de la torre solar de Manzanares, los datos para la optimización fueron recogidos en una base de datos segundo a segundo. Estos datos se han concedido a EnviroMission y a SolarMission Technologies Inc. que planean desarrollar este concepto bajo el nombre de marca Solar Tower. A principios de 2005 comenzaron a recoger datos meteorológicos en una localización de Nueva Gales del Sur, Australia, para intentar erigir una central eléctrica con una torre solar completamente operacional en 2008.
La máxima potencia eléctrica que puede desarrollar el diseño es de hasta 200 MW. La chimenea solar propuesta inicialmente debía medir 1 kilómetro de alto, y la base 7 kilómetros de diámetro, con una superficie de 38 km². La chimenea solar extraería así cerca del 0.5% de la energía solar (1 de kW/m²) que fuese irradiada en el área cubierta.
Sin embargo, los informes actuales indican que debido a las mejoras en los materiales para la absorción de calor que pueden ser utilizados en el invernadero, la altura de la chimenea y el diámetro de la base podría verse reducido sustancialmente para incrementar así la eficiencia.
Los subproductos más significativos de diseños propuestos son agua destilada (a partir del agua del océano o del agua del subsuelo) y en ciertos casos puede ser conveniente que algunos productos agrícolas crezcan bajo el perímetro externo del área del invernadero de la central eléctrica.
Las explotaciones agrícolas incluyendo las frutas y verduras, así como los aceites esenciales medicinales y aromáticos hechos de hierbas y flores, las algas marinas y el plancton, todos se han considerado como cosechas convenientes para estos escenarios. La biomasa residual podría crear calor adicional durante el abono, al igual que algunas destilaciones, transformación de los alimentos y operaciones de fabricación. Otros subproductos pueden incluir el etanol y metano, biodiésel y toda clase de derivados de vegetales y plantas.

### Comparaciones
Las torres solares conseguirán una mayor disminución del efecto invernadero produciendo solamente la electricidad sostenible verde limpia, ningún tipo de carbón o gas para generar electricidad puede competir con las credenciales de energía limpia de una torre solar.
Para sustituir una típica central eléctrica de carbón de 2000 MW, se necesitarían 10 torres como la propuesta (dependiendo de escala y de capacidad). Esto disminuiría en más de 14 millones de toneladas la emisión de gases del invernadero a la atmósfera.[cita requerida]}
Haría falta, por tanto, un área de, aproximadamente, 380 km², cuatro veces la superficie de la isla de Formentera o dos terceras partes de la superficie de la isla de Ibiza, sólo para sustituir una central de carbón. Se conseguiría que esta tecnología fuera útil sólo en ciertos espacios, como desiertos o zonas en las que se podría aprovechar los coproductos, como en Almería, donde podrían seguir liderando la producción de hortalizas de invernadero además de conseguir el agua que han ido agotando del subsuelo mediante la destilación de agua de mar que coproduciría la torre.

## Otras fuentes de conversión
Hay más tecnologías capaces de convertir la energía solar en energía eléctrica.
La chimenea solar es una parte del grupo termo-solar de tecnologías solares de conversión. Hay otros dos diseños que trabajan de la misma forma. El primer es el diseño espejos parabólicos y el otro es el espejo solar combinado con el motor de Stirling. De estas tecnologías el espejo solar/motor de Stirling, tiene el rendimiento energético más alto (el récord actual es una eficacia en la conversión del 30% de energía solar). Las plantas solares parabólicas se han construido con eficacias del cerca de 20%. La torre solar tiene una eficacia de menos del de 2%. Sin embargo, debido a su mayor escala y simplicidad, la torre solar puede tener una eficacia económica cercana o superior a los otros métodos.
La única estación existente de energía solar de Australia, estación White Cliffs Solar Power Station, fue construida originalmente usando tecnología solar parabólica que concentraban la luz calentando agua, pero ahora se han actualizado a energía fotovoltaica obteniendo casi dos veces la potencia eléctrica de los mismos espejos.